# Natació al Campionat del Món de natació de 2015 – 1.500 metres lliures masculí
Els 1.500 metres lliures masculí es va celebrar el 8 i 9 d'agost al Kazan Arena Stadium a Kazan.

## Rècords
Els rècords del món abans de començar la prova:
| Rècord del món       | Sun Yang, R.P. de la Xina | 14:31,02 | Londres, Regne Unit | 4 d'agost de 2012    |
| Rècord del campionat | Sun Yang, R.P. de la Xina | 14:34,14 | Xangai, Xina        | 31 de juliol de 2011 |

## Resultats
Les sèries es van disputar a les 18:20.

   *   Finalistes
| Posició | Sèrie | Carril | Nom                      | País                 | Temps    | Notes |
| ------- | ----- | ------ | ------------------------ | -------------------- | -------- | ----- |
| 1       | 5     | 4      | Gregorio Paltrinieri     | Itàlia               | 14:51,04 | Q     |
| 2       | 5     | 3      | Connor Jaeger            | Estats Units         | 14:53,34 | Q     |
| 3       | 5     | 5      | Sun Yang                 | R.P. de la Xina      | 14:55,11 | Q     |
| 4       | 5     | 6      | Stephen Milne            | Regne Unit           | 14:55,17 | Q     |
| 5       | 5     | 0      | Akram Ahmed              | Egipte               | 14:55,42 | Q, NR |
| 6       | 4     | 3      | Ryan Cochrane            | Canadà               | 14:55,96 | Q     |
| 7       | 4     | 6      | Michael McBroom          | Estats Units         | 14:57,07 | Q     |
| 8       | 4     | 2      | Mykhailo Romanchuk       | Ucraïna              | 14:57,82 | Q     |
| 9       | 4     | 5      | Pál Joensen              | Illes Fèroe          | 14:58,52 |       |
| 10      | 5     | 7      | Damien Joly              | França               | 14:58,79 |       |
| 11      | 4     | 4      | Mack Horton              | Austràlia            | 15:00,51 |       |
| 12      | 4     | 9      | Henrik Christiansen      | Noruega              | 15:02,37 |       |
| 13      | 4     | 0      | Richard Nagy             | Eslovàquia           | 15:04,03 | NR    |
| 14      | 4     | 8      | Ruwen Straub             | Alemanya             | 15:04,80 |       |
| 15      | 3     | 6      | Maarten Brzoskowski      | Països Baixos        | 15:10,91 |       |
| 16      | 3     | 5      | Marc Sánchez             | Catalunya            | 15:12,79 |       |
| 17      | 4     | 1      | Wojciech Wojdak          | Polònia              | 15:14,28 |       |
| 18      | 2     | 2      | Martín Naidich           | Argentina            | 15:14,38 |       |
| 19      | 3     | 2      | Wang Kecheng             | R.P. de la Xina      | 15:16,69 |       |
| 20      | 5     | 2      | Gergely Gyurta           | Hongria              | 15:16,84 |       |
| 21      | 3     | 7      | Nathan Capp              | Nova Zelanda         | 15:17,77 |       |
| 22      | 3     | 8      | Esteban Enderica         | Equador              | 15:20,58 |       |
| 23      | 4     | 7      | Jan Micka                | Txèquia              | 15:22,16 |       |
| 24      | 2     | 7      | Martin Bau               | Eslovènia            | 15:22,80 |       |
| 25      | 3     | 1      | Marcelo Acosta           | El Salvador          | 15:25,14 |       |
| 26      | 1     | 7      | Mihajlo Čeprkalo         | Bòsnia i Hercegovina | 15:26,22 |       |
| 27      | 2     | 4      | Ernest Maksumov          | Rússia               | 15:26,64 |       |
| 28      | 5     | 9      | Serhiy Frolov            | Ucraïna              | 15:29,52 |       |
| 29      | 5     | 1      | Sören Meißner            | Alemanya             | 15:30,02 |       |
| 30      | 3     | 4      | Ferry Weertman           | Països Baixos        | 15:32,01 |       |
| 31      | 3     | 9      | Nezir Karap              | Turquia              | 15:32,60 |       |
| 32      | 2     | 3      | Alejandro Gómez          | Veneçuela            | 15:32,75 |       |
| 33      | 3     | 0      | Vuk Čelić                | Sèrbia               | 15:33,71 |       |
| 34      | 2     | 9      | Cho Cheng-chi            | Xina Taipei          | 15:37,25 |       |
| 35      | 1     | 3      | Sajan Prakash            | Índia                | 15:45,29 |       |
| 36      | 1     | 2      | Felipe Tapia             | Xile                 | 15:45,63 |       |
| 37      | 5     | 8      | Felix Auböck             | Àustria              | 15:45,69 |       |
| 38      | 2     | 1      | Christian Punter         | Puerto Rico          | 15:46,19 |       |
| 39      | 2     | 0      | Sven Arnar Saemundsson   | Croàcia              | 15:53,43 |       |
| 40      | 2     | 8      | Alexei Sancov            | Moldàvia             | 15:53,85 |       |
| 41      | 2     | 6      | Lâm Quang Nhật           | Vietnam              | 15:54,56 |       |
| 42      | 1     | 6      | Luis Ventura             | Mèxic                | 15:55,92 |       |
| 43      | 1     | 4      | Sim Wee Sheng Welson Sim | Malàisia             | 16:09,72 |       |
| 44      | 1     | 8      | Geoffrey Buttler         | Illes Caiman         | 16:21,18 |       |
| 45      | 1     | 1      | Pol Arias                | Andorra              | 16:26,35 |       |
| 46      | 1     | 5      | Matias Koski             | Finlàndia            | 99:99,99 | DNS   |
| 46      | 2     | 5      | Mateo de Angulo          | Colòmbia             | 99:99,99 | DNS   |
| 46      | 3     | 3      | Péter Bernek             | Hongria              | 99:99,99 | DNS   |

### Final
La final es va disputar el 9 d'agost a les 18:20.
| Posició | Carril | Nom                  | País            | Temps    | Notes |
| ------- | ------ | -------------------- | --------------- | -------- | ----- |
| 1       | 4      | Gregorio Paltrinieri | Itàlia          | 14:39,67 | EU    |
| 2       | 5      | Connor Jaeger        | Estats Units    | 14:41,20 | NR    |
| 3       | 7      | Ryan Cochrane        | Canadà          | 14:51,08 |       |
| 4       | 2      | Akram Ahmed          | Egipte          | 14:53,66 | NR    |
| 5       | 6      | Stephen Milne        | Regne Unit      | 14:58,62 |       |
| 6       | 1      | Michael McBroom      | Estats Units    | 15:06,81 |       |
| 7       | 8      | Mykhailo Romanchuk   | Ucraïna         | 15:09,77 |       |
| 8       | 3      | Sun Yang             | R.P. de la Xina | 99:99,99 | DNS   |

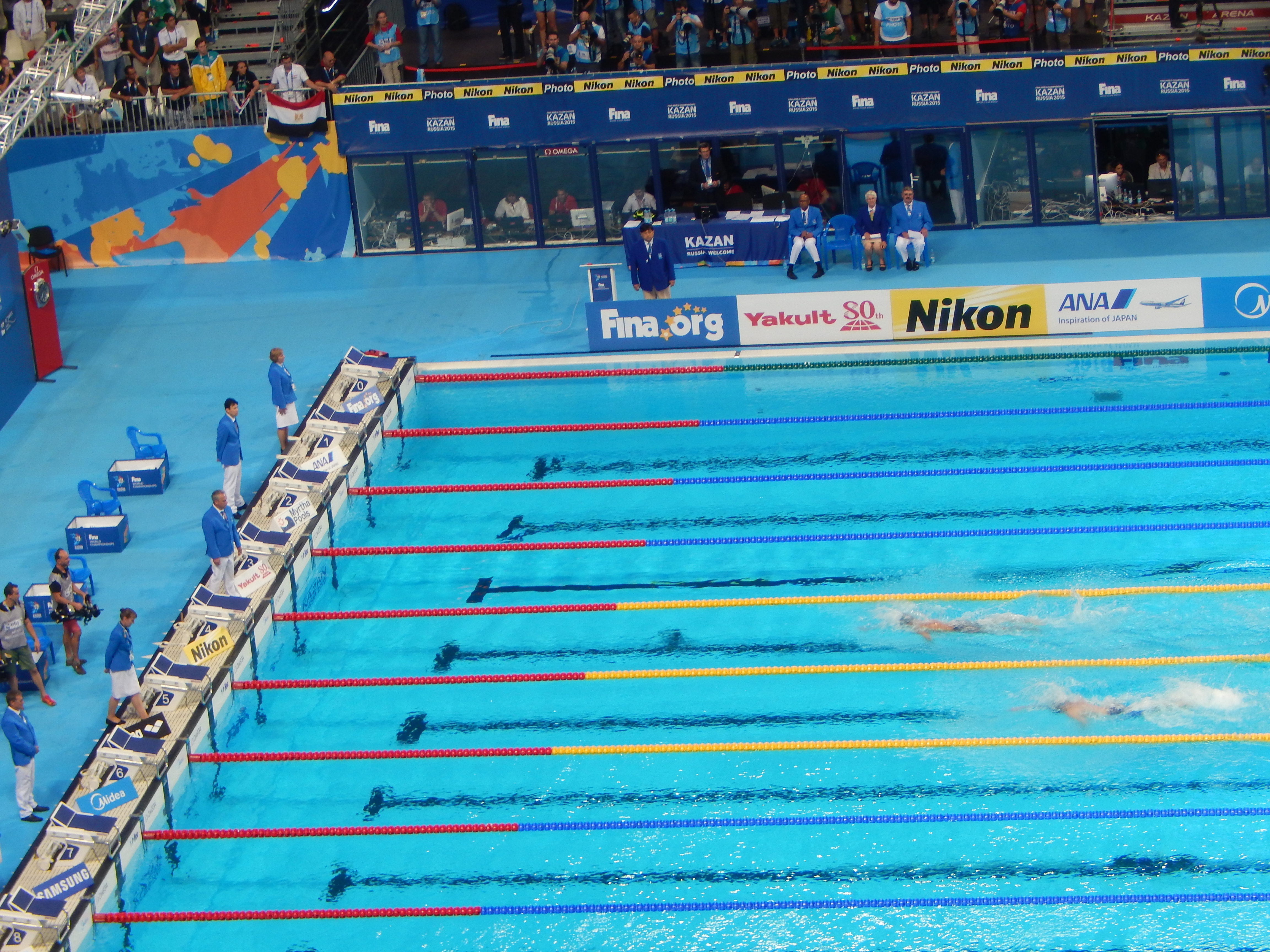
Última volta de la final

- Sun Yang no va notificar la seva absència a la final, i no es va poder avisar a Pál Joensen, el següent classificat. Per tant, durant la final es va nedar amb el carrer número 3 buit. En unes declaracions posteriors Sun va al·legar molesties al pit just abans de nedar la final, encara que no sap amb certesa l'hora que els va patir.[3]